# Tadeusz Andrzejewski (ur. 1966)
Tadeusz Andrzejewski (ur. 4 listopada 1966 w Grygajciach) – litewski lotnik cywilny i dziennikarz, działacz mniejszości polskiej na Litwie.

## Życiorys
W 1985 ukończył Gimnazjum im. Józefa Ignacego Kraszewskiego w Wilnie. Podjął studia na Wyższej Szkole Lotnictwa Cywilnego w Kirowohradzie, gdzie w 1989 uzyskał tytuł inżyniera nawigatora. Pracował w Wilnie jako nawigator samolotów An-24 i An-26. Po 1989 kontynuował kształcenie na Wydziałach Historii oraz Dziennikarstwa i Nauk Politycznych Uniwersytetu Warszawskiego. W 1994 uzyskał tytuł magistra, po czym studiował historię i nauki polityczne na Uniwersytecie w Moguncji. Podjął również naukę w Instytucie Herdera w Marburgu.
Po powrocie na Litwę w 1996 pracował jako dziennikarz tygodnika „Nasza Gazeta”, współpracował również z pismem „Przyjaźń”. Od 1998 doradzał merowi rejonu wileńskiego. W 2006 został jednym z doradców premiera Gediminasa Kirkilasa. W latach 2007–2008 sprawował mandat radnego rejonu wileńskiego. W wyborach parlamentarnych w 2008 startował w okręgu Nowa Wilejka, jednak ostatecznie przegrał w II turze z Artūrasem Melianasem. W wyborach w 2012 przegrał w tym samym okręgu z Siergiejem Ursulem. W wyborach w 2016 roku i w wyborach w 2020 bez powodzenia ubiegał się o mandat poselski na Antokolu. Był jednocześnie wybierany w skład rady rejonu wileńskiego.
Zasiada w zarządzie Związku Polaków na Litwie. Jest stałym felietonistą portalu l24.lt.
W 2009 otrzymał Złoty Krzyż Zasługi.